# Генріх Густав Магнус
Генріх Густав Магнус, також Гайнріх Ґустав Маґнус (нім. Heinrich-Gustav Magnus, 2 травня 1802, Берлін — 4 квітня 1870, Берлін) —  німецький фізик та хімік.

## Біографія
Вивчав фізику та хімію 6 років — спочатку в Берлінському університеті, потім ще рік (1828) в Стокгольмі, в лабораторії Берцеліуса, а згодом у Парижі у Гей-Люссака та Тенара. У 1831 році Магнус був запрошений лектором з фізики і технології в Берлінський університет, потім був професором фізики до 1869 року. У 1840 році Магнус обраний членом Берлінської академії, з 1854 року був членом-кореспондентом Санкт-Петербурзької академії наук. Магнус невтомно працював усе своє життя над різноманітними питаннями фізики та хімії. Ще студентом (1825) він опублікував першу свою роботу про самозаймання металевих порошків, в 1828 році відкрив названу його ім'ям платинову сіль (PtCl2(NH3)2) — сіль Магнуса. З 1827 по 1833 рів займався переважно хімією, потім роботами в галузі фізики. Досліджував поглинання газів кров'ю (1837—1845), працював над ефектом розширенням газів від нагрівання (1841—1844), над пружністю пари води та водних розчинів (1844—1854), над термоелектрикою (1851), електролізом (1856), індукцією струмів (1858—1861), теплопровідністю газів (1860), поляризацією променистого тепла (1866—1868) та питаннями теплоцвітності газів (з 1861). Не менш відомий Магнус і як вчитель. З його лабораторії вийшло багато видатних німецьких фізиків.

## Вибрані праці
- Über einige Erscheinungen der Capillarität, Poggendorffs Annalen, 1827, S. 153—169
- Über einige Wasserstoffverbindungen, Pogg. Ann., 1829, S. 521—527
- Beschreibung eines Maximumthermometers, Pogg. Ann., 1831, S. 136—149
- Über die Weinschwefelsäure, Pogg. Ann., 1833, S. 367—387
- Über die Wirkung des Ankers auf Elektromagnete und Stahlmagnete, Pogg. Ann., 1836, S. 417—443
- Über das Carbidsulfat und die Aethionsäure, Pogg. Ann., 1839, S. 509—524
- Über die Ausdehnung der Gase durch Wärme, Abhandlungen der Berliner Akademie, 1841, S. 59–84
- Versuche über die Spannkräfte des Wasserdampfes, Pogg. Ann., 1844, S. 225—247
- Über das Absorptionsvermögen des Blutes für Sauerstoff, Pogg. Ann., 1845, S. 177—206
- Über Diffraktion des Lichtes im leeren Raum, Monatsberichte der Berliner Akademie, 1847, S. 79–85
- Über die Bewegung der Flüssigkeiten, Abhandlungen der Berliner Akademie, 1848, S. 135—164
- Über die Ernährung der Pflanzen, Erdmanns Journal für praktische Chemie, S. 65–75
- Über thermoelectrische Ströme, Abhandlungen der Berliner Akademie, 1851, S. 1–32
- Über die Abweichung der Geschosse, Abhandlungen der Berliner Akademie, 1852, S. 1–24
- Hydraulische Untersuchungen, Pogg. Ann., 1855, S. 1–59
- Über direkte und indirekte Zersetzung durch den galvanischen Strom, Pogg. Ann., 1858, S. 553—580
- Über den Durchgang der Wärmestrahlen durch die Gase, Monatsberichte der Berliner Akademie, 1861, S. 246—260
- Über die Verdichtung von Dämpfen an der Oberfläche fester Körper, Annalen der Physik, 1864, S. 174—186
- Über Emission, Absorption und Reflexion der bei niederer Temperatur ausgestrahlten Wärmearten, Abhandlungen der Berliner Akademie, 1869, S. 201—232